# Kanton Vic-en-Bigorre
Kanton Vic-en-Bigorre (francouzsky Canton de Vic-en-Bigorre) je francouzský kanton v departementu Hautes-Pyrénées v regionu Midi-Pyrénées. Tvoří ho 15 obcí.

## Obce kantonu
- Andrest
- Artagnan
- Caixon
- Camalès
- Escaunets
- Nouilhan
- Marsac
- Pujo
- Saint-Lézer
- Sanous
- Siarrouy
- Talazac
- Vic-en-Bigorre
- Villenave-près-Béarn
- Villenave-près-Marsac